# Pavle Đurišić
Pavle Đurišić (szerb cirill írással: Павле Ђуришић, Podgorica, 1909. július 9. – Jasenovaci koncentrációs tábor, 1945. április) montenegrói szerb katonatiszt, a Jugoszláv Királyi Hadsereg rendes tisztje volt, aki csetnik parancsnok (vojvoda) lett, és a második világháború alatt a montenegrói csetnikek jelentős részét vezette. Az 1941. júliusi montenegrói olaszok elleni népfelkelés során kitüntette magát, és az egyik fő csetnik parancsnok lett, később azonban együttműködött az olaszokkal a kommunista jugoszláv partizánok elleni akciókban. 1943-ban csapatai számos mészárlást hajtottak végre Bosznia, Hercegovina és a Szandzsák muszlim lakossága ellen, és az olasz erőkkel együtt részt vettek a neretvai csatában. Đurišićot 1943 májusában a németek elfogták, de megszökött, majd újra elfogták.
Olaszország kapitulációja után a németek Đurišićot, aki ezután kezdett együttműködni velük és a szerb bábkormánnyal elengedték. 1944-ben a németek, a szerb bábkormány vezetője, Milan Nedić és a fasiszta Jugoszláv Nemzeti Mozgalom vezetője, Dimitrije Ljotić segítségével létrehozta a Montenegrói Önkéntes Hadtestet. 1944 végén a montenegrói német parancsnok 2. osztályú vaskereszttel tüntette ki. Đurišićot a Lijevče-mezei csata után ölték meg, miután a Független Horvát Állam fegyveres erői Banja Luka közelében csapdát állítottak neki, több csetnik vezetővel együtt elfogták, a jasenovaci koncentrációs táborba vitték és kivégezték. Đurišić csapatainak egy része a Lijevče-mezei csatában, más részük a nyugat felé való visszavonulás közben a partizánok későbbi támadásaiban pusztult el. Mások megpróbáltak kivonulni Ausztriába, de kénytelenek voltak megadni magukat a partizánoknak, és 1945 májusában és júniusában a dél-szlovéniai Kočevski Rog területén ölték meg őket. Đurišić nagyon tehetséges csetnik vezér volt; harci képességeit szövetségesei és ellenfelei egyaránt tisztelték.

## Élete és pályafutása
Pavle Đurišić 1909. július 9-én született Podgoricában, a Montenegrói Fejedelemségben, ahol apja, Ilija haláláig nevelkedett. Anyja Ivana Radović volt, aki a Brnović-klánból származott. Egyes források szerint 1907-ben született. Đurišić az alsó középiskoláig tanult. Apja halála után Beraneba költözött, ahol nagybátyjával, Petar Radovićval élt, aki bíró és egykori csetnik, a macedón háború idején Vuk Popović csapatának tagja volt. Đurišić közel két évig járt a tanárképző főiskolára Beraneban, de a tanári pálya helyett katonai pályát választotta.
1927-ben a Katonai Főiskola 55. osztályába lépett, melyet befejezve 1930-ban a Jugoszláv Királyi Hadsereg (szerb-horvátul: Vojska Kraljevine Jugoslavije, VKJ) gyalogsági hadnagyává avatták. Szolgálatát Szarajevóban a Takovszka 10. gyalogezrednél kezdte, közben pedig gyalogsági tiszti iskolába járt. Đurišić 1934-ig maradt Szarajevóban, amikor saját kérésére Beraneba helyezték át, ahol először szakaszparancsnokként, majd később a 48. gyalogezred 1. századának parancsnokaként szolgált. Közben 1937-ben született egy lánya, Ljiljana, aki 1943-ban meghalt. 1939. április 7-én, Albánia olasz inváziója után Đurišić századát az albán határhoz közeli Plavba küldték. Itt hírszerzés céljából kapcsolatot létesített az Albániai Olasz Protektorátusban élő személyekkel, de a megszerzett információk nem voltak túl hasznosak Jugoszlávia védelmében, és csapatával visszatért Beraneba. Đurišić ebben az időszakban szerzett kapcsolatai néhány évvel később váltak fontossá. 1940-ben megszületett Đurišić fia, Ilija.

## A második világháborúban
1941 áprilisában Németország, Olaszország és Magyarország megszállta Jugoszláviát. Montenegrót is elfoglalták a németek, de hamarosan kivonultak, és hagyták, hogy az olaszok elfoglalják. A montenegróiak már az első időszakban sérelmeket fogalmaztak meg az olaszokkal szemben a montenegróiak Koszovóból és Vajdaságból való kiutasítása, Jugoszlávia más részeiből érkező menekültek beáramlása és a Bosznia-Hercegovina határ menti régiókban az usztasa terror elől menekülők miatt. A montenegróiak sérelmezték a koszovói fontos élelmiszer-termelő terület és az ulcinji sótermelő létesítmény Albániához történő olasz csatolását is, valamint az 500 dinárnál nagyobb címletű jugoszláv bankjegyek forgalomból való ideiglenes kivonása miatt sok montenegróinak okozott gazdasági kár ellen is tiltakoztak. Az invázió idején Đurišić első osztályú századosi rangot kapott.

### A montenegrói felkelés
1941. július közepén a Jugoszlávia Kommunista Pártja (Komunistička Partija Jugoslavije, KPJ) az olaszok által megszállt Montenegróban általános felkelést kezdeményezett az olaszok ellen. A felkelést a helyreállított Montenegrói Királyság kikiáltása váltotta ki, amelynek élén egy olasz régens állt, és amelyet a montenegrói szeparatista, Sekula Drljević és támogatói, az ún.  „zöldek” vezettek. A felkelők között számos montenegrói szerb nacionalista is volt, akiket „fehéreknek” neveztek, és akik „a Szerbiához fűződő szoros kapcsolatokért álltak ki”. A felkelésben mintegy 400 volt VKJ tiszt is részt vett, akik közül sokan hajlandóak voltak együttműködni a kommunistákkal. A tisztek egy részét a németek és az olaszok nemrégiben szabadították ki a hadifogolytáborokból, mivel az olaszok az invázió során elfogták őket. A VKJ tisztek a parancsnokságot vették át, míg a lázadást a KPJ szervezte és biztosította a politikai komisszárokat. Amikor a felkelés elkezdődött, Đurišić csatlakozott ahhoz a parancsnoksághoz, amelyet a Beranei körzet katonai műveleteinek vezetésére szerveztek.
A felkelés korai szakaszában a lázadók kisvárosokat és falvakat vettek birtokba. Đurišić a kommunista felkelők mellett harcolt, és sikeres támadást vezetett Berane ellen. A legsúlyosabb harcok során kitüntette magát, és a felkelés egyik főparancsnokává vált. A Berane elfoglalásáért vívott majdnem kétnapos, házról házra vívott harc után részt vett a foglyul ejtett olaszok átadásáról szóló tárgyalásokban. Ennek során az olasz foglyok kezelésével kapcsolatban vitatta a kommunistáktól kapott utasításokat. A felkelés idején Đurišić a Drljević csapatai elleni harcokat is vezette. Az olaszok Lim völgyéből való eltávolítását követően Đurišić arra buzdította a felkelőket, hogy vonuljanak Rožaje és Kosovska Mitrovica vidékére, és támadják meg az ottani muszlimokat és albánokat, akiket „nemzetellenesnek” tartott, de a felkelés vezetői egyértelművé tették, hogy elfogadhatatlannak tartják az ilyen akciót. A felkelés másik két főparancsnoka a volt VKJ-s Bajo Stanišić ezredes és Đorđije Lašić őrnagy voltak. 
A felkelés azonban ezután kedvezőtlen fordulatot vett. Egy 67 000 fős olasz katonából álló haderő, amelyet a határ menti területekről érkező muszlim és albán irregulárisok is segítettek, és akik oldalvédelmet biztosítottak, hat héten belül visszaszerezte az ellenőrzést Montenegró összes városa és kommunikációs útvonala felett. Alessandro Pirzio Biroli tábornok, Montenegró olasz katonai kormányzója parancsot adott a lázadás leverésére, de arra utasította erőit, hogy kerüljék a „bosszú cselekedeteit és a haszontalan kegyetlenséget”. Ennek ellenére a lázadás leverése során az olaszok és segédcsapataik falvak tucatjait égették fel, százakat öltek meg, és 10-20 ezer lakost internáltak. Egy ideig a muszlim és albán irregulárisoknak is meg volt engedve, hogy kifosszák és felgyújtsák a falvakat. Amint az olaszok megindították az offenzívát, Berane politikusai felhagytak a felkelés támogatásával, és kritizálni kezdték azt. A volt VKJ tisztek elhagyták egységeiket, Đurišić pedig kilépett a Berane körzetben a felkelést szervező katonai bizottságból. A politikusok és tisztek saját bizottságokat hoztak létre, melyek felkeresték az olaszokat, hogy kifejezzék hűségüket és elítéljék a kommunistákat.
Megosztottság alakult ki a felkelés kommunista vezetése és a résztvevő nacionalisták között. A nacionalisták felismerték, hogy a felkelés leverték, és abba akarták hagyni a harcot, míg a kommunisták elhatározták, hogy folytatják a küzdelmet. 1941 végén a nacionalisták felvették a kapcsolatot az olaszokkal, és felajánlották nekik, hogy segítik őket a kommunisták elleni küzdelemben, akiket azóta partizánoknak neveztek át. A nacionalisták – köztük Đurišić, aki a saját észak-montenegrói Vasojević klánjában volt népszerű – ezt követően kivonultak a hátországba. Arra törekedtek, hogy elkerüljék az olaszok provokálását, és megvédjék a hegyi falvakat, ha megtámadják őket. Észak-Montenegróban markáns különbség volt a kommunisták és a nacionalisták között. A nacionalisták szorosabb kapcsolatot ápoltak Szerbiával, és elhatárolódó magatartást tanúsítottak a muszlimokkal szemben. A kommunisták osztályellenségeik ellen fordulva akarták folytatni a felkelést. A szandzsáki muszlimok usztasák általi befolyásolása és a szerbek kiűzése az Albánia által elcsatolt területekről azonban arra késztette Đurišićot és csetnikeit, hogy megtámadják a muszlimokat és az albánokat. Ezt követően a régióban élő muszlimok és albánok ellen fordultak. A felkelés csökkent intenzitással 1941 decemberéig folytatódott. 1941-ben Đurišićot Draža Mihailović csetnik vezető javaslatára a jugoszláv emigráns kormány a Karađorđe Csillaga érdemrenddel tüntette ki.

### Mihailović utasításai
1941 októberében Mihailović kinevezte Đurišićot a Közép- és Kelet-Montenegróban, valamint a Szandzsák egyes részein tevékenykedő reguláris és segédcsapatok parancsnokává. November elején a montenegrói nacionalista vezetők hamar tudomást szereztek a szerbiai csetnikek és partizánok közötti szakításról és még abban a hónapban elküldték Đurišićot Mihailovićhoz. E látogatás során Đurišić szóbeli parancsot kapott Mihailovićtól, és kinevezték a szandzsákban lévő csetnik különítmények parancsnokává, míg a hagyományos Montenegróban levő összes csetnik haderő parancsnokává Lašićot nevezték ki. Đurišić kinevezése a Mihailovićtól kapott 1941. december 20-i utasítás részeként is szerepelt. Az utasítások a következő célokat tartalmazták:
- az egész nemzetünk szabadságáért folytatott harcot őfelsége II. Péter király jogara alatt;
- egy Nagy Jugoszlávia és azon belül egy Nagy Szerbia létrehozása, amelynek etnikailag „tisztának” kell lennie, és magában kell foglalnia Szerbiát (Macedóniával együtt), Montenegrót, Bosznia-Hercegovinát, a Szerémséget, a Bánságot és Bácskát;
- az olaszok és németek uralma alatt lévő összes, még fel nem szabadított szlovén terület (Trieszt, Gorizia, Isztria és Karintia), valamint (a jelenleg Bulgária alá tartozó területek), Észak-Albánia (Scutarival) Jugoszláviába való felvételéért folytatott küzdelem;
- az állam területének megtisztítása minden nemzeti kisebbségtől és nem nemzeti elemektől;
- összefüggő határok létrehozása Szerbia és Montenegró, valamint Szerbia és Szlovénia között a Szandzsáknak a muszlim lakosságtól, valamint Bosznia-Hercegovinának a muszlim és horvát lakosságtól való megtisztításával.[26]

Ezek az utasítások azt jelentették, hogy a partizánok céljai miatt nem lehet együttműködés köztük és a csetnikek között. Đurišićot csetnik vajdává is nevezték ki. Egyes történészek megkérdőjelezték ezen utasítások hitelességét; azt mondják, hogy a dokumentumot Đurišić hamisította, miután nem sikerült elérnie Mihailovićot. Más történészek vagy nem említenek vitát az utasítások eredetével kapcsolatban, vagy olyan bizonyítékokat említenek, amelyek alátámasztják azok hitelességét, vagy pedig kifejezetten kijelentik, hogy hitelesnek tartják őket.

### Szövetség az olaszokkal a partizánok ellen
1942 januárjában Đurišić találkozott Silvio Bonini generale di brigata (dandártábornok), az olasz 19. velencei gyaloghadosztály parancsnokának képviselőivel. Đurišić bátyja, a beranei főhadiszállásukon állomásozó Vaso volt a felelős az olasz hadosztállyal való kapcsolattartásért. Ezen a találkozón Đurišić szabad kezet kapott a partizánok ellen a hadosztály illetékességi területén. Đurišić és az olasz képviselők közötti megállapodást Vaso írta alá Đurišić nevében. Márciusban Đurišić ismét találkozott a hadosztály képviselőivel. Ugyanebben a hónapban összeállított egy csoportot volt VKJ tisztekből, politikusokból és más nem kommunistákból, és átadta nekik Mihailović utasításait. Mihailović Đurišić főhadiszállását „15-ös hegyi törzs” kódnévre keresztelte. Đurišić Zaostro falut választotta ki a helyéül. Januárban a Lašić vezette csetnik csapat sikeres hadműveleteket hajtott végre a partizánok ellen az Andrijevica körzetben, de Lašić a harcok során súlyos fejsérülést szenvedett. Lašić megsebesülése azt jelentette, hogy Đurišić hamarosan a legjobb és legfontosabb csetnik parancsnok lett Montenegróban.

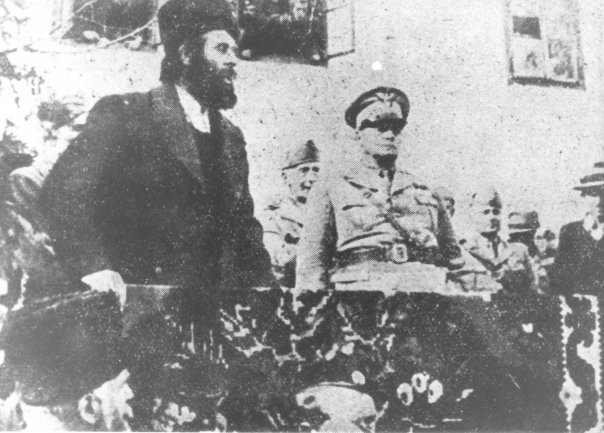
Đurišić beszédet mond harcosai előtt Montenegró olasz kormányzója, Pirzio Biroli tábornok jelenlétében 1942 novemberében

Đurišić január 5-ig átvette a parancsnokságot a teljes beranei körzet felett, és a területen hét csetnik különítményt hozott létre. Nem sokkal ezután megalakult egy kerületi politikai bizottság, amely a propaganda megszervezéséért és az újoncok felkutatásáért volt felelős. Đurišić hamarosan megszerezte az irányítást a beranei körzet összes antikommunista csoportja (500 fő), valamint két kisebb csoport, a kolašini és a Bijelo Polje-i csoport (120 fő) felett. Január 13-án egyhetes felkészülés után támadást indított a beranei körzetben működő két partizán zászlóalj ellen. Négy napi harc után Đurišićnak sikerült az olasz csapatok és a muszlim milíciák segítségével szinte teljesen megtisztítania körzetét a partizánoktól. Január 24-ig Đurišić csapatai elfoglalták a körzetben még megmaradt partizánok által birtokolt falut, melynek során 15 partizánt megöltek, 27 elfogottat pedig kivégeztek. Ez gyakorlatilag megszüntette a maradék partizán jelenlétet Beraneban.
Márciusra Đurišić bebizonyította az olaszoknak, hogy nem ismer megalkuvást a partizánokkal szemben, és különítményei túlterjeszkednek csapatainak érdekeltségi körén. Megállapodás született Đurišić és Biroli tábornok, a montenegrói olasz csapatok katonai kormányzója és parancsnoka között. Ez a Đurišić által aláírt megállapodás a 19. Velencei Gyaloghadosztály hadműveleti területére is vonatkozott. Az olaszok beleegyeztek abba, hogy Đurišićot és csapatait fegyverrel, élelemmel és pénzzel látják el. A megállapodás kötelezte Đurišićot, hogy:
- vezesse a harcot a kommunisták és támogatóik ellen;
- kapcsolatot tartson fenn az olasz katonai hatóságokkal, hogy akcióit az olasz utasításoknak megfelelően hajtsák végre. Lijeva Rijekától északra Đurišić beleegyezett, hogy egyezteti akcióit Boninival, Lijeva Rijekától délre pedig Birolival kellett egyeztetnie;
- fenntartja a rendet és garantálja az utak biztonságát működési területén;
- soha ne támadja meg az olasz csapatokat, és korlátozza tevékenységét a kommunisták elleni harcra;
- a kommunisták megsemmisítése után adja vissza az olaszok által biztosított összes fegyvert, kivéve a rend fenntartásához szükségeseket.

Annak ellenére, hogy birtokában volt Mihailović utasításainak, Đurišić kezdetben minimális befolyást gyakorolt a montenegrói ellenállás nem kommunista elemeire, és Montenegróba való visszatérését követő hónapokban nem tudott hatékony stratégiát kidolgozni az olaszok vagy a partizánok ellen. 1942 elején csetnik különítménye aktívabbá vált a helyi muszlimok ellen, különösen Kelet-Montenegróban és a Szandzsákban. A partizánok 1942 januárjában és februárjában elfoglalták Kolašint, és szembefordultak minden valós és potenciális ellenzékkel; mintegy 300 embert öltek meg, holttesteiket pedig gödrökbe dobták, amelyeket „kutyatemetőnek” neveztek. Emiatt és a kommunista terror más példái miatt néhány montenegrói a partizánok ellen fordult. Február 23-án Đurišić elfoglalta Kolašint és csetnik bástyaként tartotta meg 1943 májusáig. Miután Đurišić elfoglalta Kolašint a politikai ellenfelekkel szembeni csetnik terror felerősödött. Az elfogott partizánokat és szimpatizánsokat jellemzően a helyszínen ölték meg, köztük azt a 17 sebesült partizánt, akiket Lipovo faluban fogtak el. Márciusban és áprilisban kirakatpereket rendeztek a város néhány prominens polgára ellen, akiket a csetnikek ellenfeleiknek tekintettek, és sok ismert vagy feltételezett kommunistát halálra ítéltek és kivégeztek. Đurišić csetnik börtönt hozott létre Kolašinban, amelyben 2000 embert zártak be és kínoztak meg. Legalább 74 foglyot lőttek le a Kolašin melletti Brezában. 1943 áprilisának végén a kolašini csetnik börtön 313 rabját adták át olaszoknak, ebből 27-et 1943. június 25-én egy 180 túsz elleni olasz tömeges kivégzés során végeztek ki.
1942 májusában Đurišić megtámadta és legyőzte az utolsó jelentős partizán különítményt Montenegróban. 1942 júniusában Đurišić együttműködött az Usztasával a délkelet-boszniai Foča városában. Miután német nyomásra távoznia kellett Szerbiából, miközben az olaszok és a csetnikek a partizánok ellen harcoltak Mihailović Montenegróba érkezett. Mihailovićot munkatársai és a brit Különleges Műveletek Parancsnoksága (SOE) összekötő tisztje is elkísérte. Végül néhány mérföldre Đurišić kolašini főhadiszállásától, Gornje Lipovo faluban hozta létre bázisát. Mihailovićnak és vezérkarának kevés embere volt, és védelem szempontjából Đurišićra támaszkodott. Nem sokkal azután, hogy Mihailović megérkezett Montenegróba, Đurišić azt mondta Mihailović SOE összekötő tisztjének, hogy készen áll arra, hogy függetlenül és Mihailovićcsal dacolva cselekedjen. Đurišić és a többi montenegrói csetnik parancsnok névleg elismerte Mihailovićot legfőbb parancsnokának, de ritkán engedelmeskedtek neki.
1942. július 24-én Blažo Đukanović, a montenegrói csetnik erők rangidős parancsnoka átfogó megállapodást írt alá Birolival, amely hivatalosan megszervezte és elismerte a három csetnik „szatelit különítményt” a partizánok elleni harcban használt olasz segédcsapatként. Ezeket a különítményeket az olaszok látták el, fegyverezték fel és fizették. 4500 csetnik tagja volt, akik közül 1500 Đurišić parancsnoksága alatt állt. A csetnikek a montenegrói olasz megszálló rezsim fontos támaszává váltak. Az ún. „montenegrói csetnik bizottságot”, amelyet Đukanović dandártábornok vezetett, és amelyhez Đurišić is csatlakozott, az olaszok „Montenegrói Nemzeti Bizottságnak” ismerték el, amelynek politikai célja a kommunisták, és az olasz megszállás ellenzői elleni küzdelem, valamint a „törvény és a rend fenntartása” volt. A csetnikeknek nyújtandó fizetésről, fejadagokról, fegyverekről és a családjaiknak nyújtandó segélyekről szóló megállapodást a kölcsönös megértés alapján kellett megkötni.
1942 hátralévő részében a csetnik segédcsapataikkal együtt végrehajtott olasz hadműveletek kiűzték a megmaradt partizánokat Montenegróból, majd az olaszok a csetnik segédcsapatokat használták a vidék őrzésére. Ezen idő nagy részében Đurišić meglehetősen függetlenül működött Montenegró északi részén, meglehetősen „öntörvényűként” írták le. 1942 decemberében a montenegrói és a szandzsáki csetnikek találkoztak egy konferencián a Bijelo Polje melletti Šahovići faluban. A konferenciát Đurišić uralta, határozatai a szélsőségességet és az intoleranciát fejezték ki, napirendje pedig a háború előtti status quo visszaállítására összpontosított Jugoszláviában, amelyet kezdeti szakaszában a csetnik diktatúra valósított meg. Jugoszlávia szomszédai területének egyes részeire is igényt támasztott. Ezen a konferencián Mihailovićot Zaharije Ostojić őrnagy, vezérkari főnöke képviselte, akit korábban Mihailović bátorított, hogy indítson terrorhadjáratot a Montenegró és a Szandzsák határain élő muszlim lakosság ellen. A konferencia egyik eredménye a boszniai Čajniče körzet muszlim falvainak elpusztításáról szóló döntés volt.

### A neretvai csata és a tisztogatások
1942 decemberében a németek aggódva amiatt, hogy a szövetséges erők partra szállhatnak a Balkánon, a „Operation Weiß” kódnéven partizánellenes offenzívát terveztek Bosznia-Hercegovinában. A tervezett offenzíva méretéhez szükség volt mind a horvát honvédség, mind az olaszok bevonására. A tervezés késői szakaszában az olaszok elkezdték felkészíteni és felszerelni a csetnik különítményeket, köztük Đurišićét is, hogy részt vegyenek a műveletben. 1943. január elején a csetnik legfelsőbb parancsnokság utasította a montenegrói csetnik egységeket, hogy hajtsanak végre „tisztítogató akciókat” a muszlimok ellen az északkelet-montenegrói Bijelo Polje megyében. 1943. január 10-én Đurišić arról számolt be, hogy a parancsnoksága alatt álló csetnikek felgyújtottak 33 muszlim falut, megöltek 400 muszlim harcost – az olaszok által is támogatott muzulmán önvédelmi milícia tagjait –, és mintegy 1000 muszlim nőt és gyereket is megöltek.
Olasz segédcsapatként Đurišić különítménye annyira az olaszoktól függött a fegyverek és szállítás terén, hogy csak két nappal az „Operation Weiß” első szakaszának kezdete előtt 1943. január 18-án hagyta el Montenegrót. 1943. január 3-án Ostojić parancsot adott ki a Čajniče kerület „megtisztítására” az usztasa és muszlim szervezetektől. Radoje Pajović történész szerint Ostojić olyan tervet készített, amely nem részletezte, hogy mit kell tenni a kerület muszlim lakosságával. Ehelyett ezeket az utasításokat szóban kellett átadni a felelős parancsnokoknak. A csetnik erők Boszniába történő mozgásának késése, hogy az olaszok mellett részt vegyenek a hadműveletben, lehetővé tette a csetnik legfelsőbb parancsnokság számára, hogy kiterjessze a tervezett tisztogató hadműveletet a boszniai Szandzsákra, Foča és Pljevlja körzetével. Összeállították a 6000 fős egyesített csetnik haderőt, amelyet négy különítményre osztottak, melyeket Vojislav Lukačević, Andrija Vesković, Zdravko Kasalović és Bajo Nikić vezetett. Mihailović elrendelte, hogy mind a négy különítményt Đurišić általános parancsnoksága alá helyezzék.
1943 februárjának elején, amikor a hadműveletre készülve előrenyomultak északnyugat felé Hercegovinába az egyesített csetnik haderő nagyszámú muszlimot ölt meg Pljevlja, Foča és Čajniče térségében. Mihailovićnak 1943. február 13-án kelt jelentésében Đurišić azt írta, hogy csetnikjei körülbelül 1200 muzulmán harcost és körülbelül 8000 nőt, gyermeket és idős embert öltek meg, és minden vagyont megsemmisítettek, kivéve az állatokat, a gabonát és a szénát, amelyeket lefoglaltak. Đurišić arról számolt be, hogy:
A műveleteket pontosan az utasításoknak megfelelően hajtották végre. [...] Valamennyi parancsnok és egység kielégítően látta el feladatát. [...] A fent említett három kerület összes muszlim faluja teljesen leégett, így egyetlen ház sem maradt sértetlenül. Minden ingatlan megsemmisült, kivéve a szarvasmarhát, a kukoricát és a szénát. Egyes helyeken elrendelték a takarmány- és élelmiszergyűjtést, hogy a felszabadult területen, a terepen maradt egységek számára fenntartott élelmiszereknek raktárakat tudjunk kialakítani, a terület megtisztítása és az erdős területek átkutatása, valamint a (csetnik) szervezet kialakítása és megerősítése érdekében. A hadműveletek során a muszlim lakosság teljes megsemmisítését hajtották végre, nemtől és kortól függetlenül.

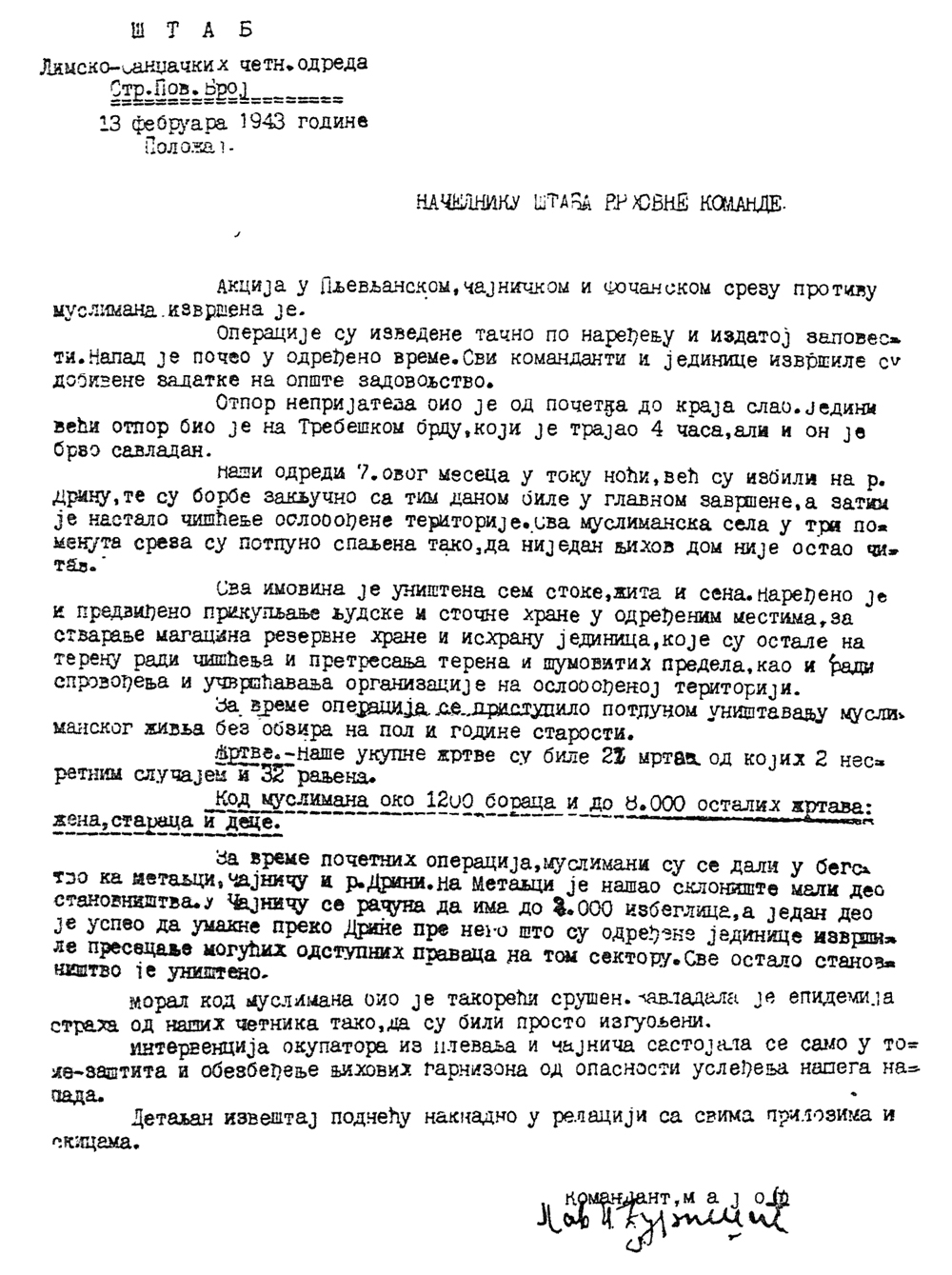
Đurišić 1943. február 13-i jelentése, amelyben tájékoztatta Mihailovićot a muszlimok lemészárlásáról a délkelet-boszniai Čajniče és Foča megyében, valamint a szandzsáki Pljevlja megyében

Goraždében márciusban mintegy 500 muszlimot, főként nőket, gyerekeket és időseket öltek meg, és több nőt meg is erőszakoltak. Becslések szerint 10 000 ember vesztette életét a Đurišić által 1943 januárja és februárja között irányított muszlimellenes hadműveletek során. A veszteségek aránya magasabb lett volna, ha sok muszlim nem menekült volna el a területről – a legtöbb Szarajevóba – a februári akció kezdetekor. A hadműveletek során a csetnik áldozatok száma 36 halott és 58 sebesült volt. A „tisztogatási” műveletre vonatkozó utasítások kimondták, hogy a csetnikeknek meg kell ölniük minden muszlim harcost, kommunistát és usztasát, de nőket és gyerekeket nem. Pajović szerint ezek az utasítások azért kerültek bele, hogy biztosítsák, nincs írásos bizonyíték a nem harcolók meggyilkolására. Február 8-án az egyik csetnik parancsnok feljegyezte Đurišić írásos parancsának másolatát, miszerint a különítmények további parancsot kaptak az összes muszlim megölésére, akikkel találkoztak. Február 10-én a pljevljai csetnik dandár parancsnoka azt mondta az egyik zászlóaljparancsnokának, hogy a legmagasabb parancsnokaik parancsának megfelelően mindenkit meg kell ölnie. Tomasevich szerint annak ellenére, hogy a csetnikek azt állítják, hogy ez és a korábbi „tisztogatási akciók” az agresszív muszlim tevékenységek elleni ellenintézkedések voltak, minden körülmény arra utal, hogy Đurišić részben teljesítette Mihailović korábbi, a Szandzsákot a muszlimoktól való megtisztítására vonatkozó irányelvét.
1943. február végén Đurišić csetnikjei ellenálltak a partizánok kísérleteinek, hogy a Neretva folyótól keletre mozduljanak el. A neretvai csata után, amelynek során a partizánok sikeresen keltek át a folyón a megingott csetnik ellenféllel szemben, Đurišić mintegy 2000 harcosból álló különítménye visszaszorult Kalinovikba, ahol március végén a partizánok 2. proletár hadosztálya csúnyán szétzúzta őket. A Drina folyó felé hátrálva Đurišić mivel égetően szüksége volt utánpótlásra, áprilisra Foča környékén körülbelül 4500 boszniai és montenegrói csetniket gyűjtött össze. Nem sokkal ezután az olaszok kivonták csapataik nagy részét Fočából, és elhagyták a Szandzsák nagy részét. 1943 áprilisának hátralévő részében Đurišić 3000 megmaradt harcosával visszatartó harcot vívott a partizánok ellen a Drina folyó mentén.

### Fogsága
Az „Operation Weiß” hadműveletet a németek egy újabb offenzívája az „Operation Schwarz” követte, amelynek célja a fontos bauxit, ólom és krómbányák biztosítása érdekében „az összes csetnik lefegyverzése, valamint az összes partizán megsemmisítése” volt Montenegróban és a Szandzsák területén. Tomasevich szerint az offenzíva fő oka a szövetségesek balkáni partraszállásának veszélye és a szövetségeseket segítő ellenállási csoportok felszámolásának szükségessége volt. 1943 májusának elején a németek behatoltak Szandzsákba és Kelet-Montenegróba. Đurišić mintegy 500 harcossal visszavonult Kolašinba, és összefogott a Dragutin Keserović által irányított szerb csetnikekkel.
1943. május 10-én Heinz főhadnagy, a brandenburgi hadosztály 4. ezredének parancsnoka Kolašinnál találkozott Đurišićtyal azzal a szándékkal, hogy segítse a németeket a partizánok ellen. Đurišić kijelentette, hogy hajlandó erre, és miután a partizánok vereséget szenvedtek, készen állna a németekkel együtt harcolni az orosz fronton. A találkozó során Đurišić elmondta Heinznek, hogy Mihailović 1942 végén elhagyta Kolašint, és nem hajlandó elfogadni Mihailović jelenlegi politikáját. Đurišić elmondta, hogy Mihailović figyelmét elterelte a propaganda, és a németek túlértékelték. Úgy jellemezte őt, mint „egy földön vándorló bizonytalan látnok”. Đurišić azt is hangsúlyozta, hogy Josip Broz Tito és partizánjai az egyetlen komoly ellenség. 1943. május 11-én Heinz javaslatot nyújtott be Rudolf Lüters tábornoknak, a horvátországi német parancsnokságnak az olaszok által legalizált csetnikekkel kapcsolatban. Azt javasolta, hogy a németek is legalizálják Đurišić csetnikjeit, és használják fel a „nem legalizált” csetnik csoportok lefegyverzésére. Heinz azt is javasolta, hogy a partizánok megsemmisítése után a németek csak Đurišić csetnikeinek gyengébb alakulatait „legalizálják”. A későbbi események azt mutatják, hogy Heinz Đurišićhoz való közeledését a felettesei nem engedélyezték, és javaslatait nem vették figyelembe.
1943. május 14-én a német 1. hegyi hadosztály egy előretolt egysége behatolt Kolašinba, és a főhadiszállását őrző olaszok megtévesztésével elfogta Đurišićot. Đurišić és a csetnikek nem álltak ellen elfogásuknak, és nem volt halálos áldozat. Az olaszok hevesen tiltakoztak Đurišić elfogása ellen, de a németek felülbírálták őket. Đurišić csetnikeinek és egy másik csetnik csoportnak a Kolašintól nyugatra néhány nappal későbbi elfogásával az „Operation Schwarz” szinte teljes mértékben partizánellenes hadműveletté vált. Đurišićot egy vöröskeresztes jelzésekkel ellátott járművel elvitték, majd Beraneból a galíciai Lvivi területen lévő sztriji hadifogolytáborba szállították, amely a német irányítású Lengyel Főkormányzósághoz tartozott. Három hónappal később megszökött, de a szerb bábkormány hatóságai 1943 októberében, miközben megpróbált átkelni a Dunán a dél-bánsági Pancsova közelében elfogták. Átadták a németeknek, és a Gestapo belgrádi börtönben tartották fogva.

### Szabadon bocsátása és visszatérése
1943 szeptemberében az olaszok kapituláltak, a németek pedig elfoglalták Montenegrót, és Wilhem Keiper vezérőrnagy vezetése alatt létrehoztak egy területi parancsnokságot. Nem sokkal ezután a belgrádi német különmegbízott Hermann Neubacher, a Szerbia németek által megszállt területén működő bábkormány vezetőjével, Milan Nedićtyel és a délkelet-európai német katonai parancsnokkal, Hans Felber tábornokkal együtt megszervezték Đurišić szabadon engedését. Neubacher tervet dolgozott ki Szerbia és Montenegró közötti unió létrehozására, amelyet „Nagyszerb Föderációnak” nevezett. 1943 októberében benyújtotta Joachim von Ribbentrop külügyminiszternek. Đurišić fontos része volt ennek a tervnek. A tervet a montenegrói csetnikek és a csetnikbarát lakosság nagyra értékelte, különösen azután, miután Stanišićot és Đukanovićot október 18-án, miután megtámadták az osztrogi kolostorban berendezett főhadiszállást a partizánok megölték. Neubacher, Nedić és Felber úgy vélte, hogy Đurišićot fel lehetne használni a partizánok elleni harcra Montenegróban, és segíthetne szorosabb kapcsolatokat kialakítani Szerbia és Montenegró között. Noha Neubacher terve nem nyerte el Hitler jóváhagyását, Đurišić fegyvert és lőszert is kapott a németektől, és 1943 novemberében visszatért Montenegróba, hogy harcoljon a partizánok ellen. Ekkoriban fűzte szorosabbra kapcsolatait Dimitrije Ljotićtyal, akinek Szerb Önkéntes Hadteste (SDK) látta el fegyverekkel, élelemmel, írógépekkel és egyéb készletekkel. Együttműködött Nedićtyel is, aki alezredesi rangra emelte, és az SDK parancsnokának helyettesévé nevezte ki. Pajović szerint Đurišićot 1944 elején-közepén a száműzetésben lévő jugoszláv kormány Mihailović tanácsára léptette elő.

## Együttműködés a németekkel a montenegrói partizánok ellen

### 1944 tele és tavasza
1944 februárjában Nedić, hogy kiegészítse Đurišić haderejét, az SDK 5. ezredének 2. zászlóalját Montenegróba küldte. 1944 első felében a montenegrói és a szandzsáki németek, nagyrészt Lašić és Đurišić parancsnoksága alatt álló erőkre támaszkodva, támadásokat szerveztek a partizánok ellen. Saját erőik gyengesége miatt a németek a támadáshoz az érintett csapatok irányításával és ellátásával, a kisebb mozgó páncélos egységek nehézfegyverekkel való ellátásával járultak hozzá. A harcoló csapatok nagy részét a csetnik vezetők adták. Februárban és márciusban a németek és számos csetnik egység „Bora”, „Baumblüte” és „Vorfrühling” kódnévvel hadműveletsorozatot hajtottak végre Podgorica környékén.
Amikor a partizánok 2. proletár és 5. krajnai hadosztálya 1944 márciusában Szerbiába nyomult, az észak-montenegrói és a szandzsáki partizán erők a 37. szandzsáki hadosztályra korlátozódtak. E gyengeség kihasználása érdekében Đurišić azt javasolta a németeknek, hogy indítsanak támadó hadműveletet. A „Frühlingserwachen” hadműveletet Montenegró északi részeire és a Szandzsákra tervezték. Elsődleges célja Pljevlja, Prijepolje és Pešter felől indított koncentrikus támadásokkal Kolašin elfoglalása volt. Ez tette volna lehetővé számukra, hogy felvegyék a kapcsolatot a déli, Podgoricából előrenyomuló erőkkel, és éket verjenek a partizán vonalak közepén. A Frühlingserwachen hadművelet mintegy 5000 fős hadereje Đurišić erőiből, a német SS Polizei-Selbstschutz-Regiment Sandschakból, az SDK 5. ezredének 2. zászlóaljából és két megerősített német motorizált századból állt. A művelet április 9-én kezdődött és április 12-re elérték Bijelo Poljét. Đurišić csapatai április 17-én elfoglalták Beranét, de a 37. szandzsáki partizán hadosztály a Tara folyó vonalán Mojkovacnál megállította az előrenyomuló erőket. Április 24-én kilenc napon át tartó támadások és ellentámadások után a 37. szandzsáki hadosztály, amelyet a 3. partizán hadosztály 7. montenegrói „Budo Tomović” ifjúsági dandárja is erősített, visszavette a kezdeményezést. Április 30-án visszafoglalták Bijelo Poljét, május 5-én pedig Beranét.
Ez a fordulat tartósította a németek és a csetnikek rossz helyzetét Montenegróban, mivel déli haderejük teljesen elszigetelődött az északiaktól. A csetnik erők és szövetségeseik súlyos veszteségeket szenvedtek, az SDK 5. ezredének 2. zászlóalja például 893 főről 350 főre csökkent.

### 1944 nyara
1944. május közepén Đurišić ellátogatott Belgrádba, és felkérte Nedićet, Neubachert és Maximilian von Weichs tábornok német délkeleti főparancsnokot, hogy sürgősen küldjenek fegyvert és egyéb készleteket 5000 férfiból álló egységébe. Đurišić – a németek, Nedić és Ljotić segítségével – ezután megalapította a Montenegrói Önkéntes Hadtestet (szerbül: Crnogorski dobrovoljački korpus, CDK), amely formálisan az SDK része volt. A CDK Đurišić néhány egykori katonájából állt, akiket kiengedtek a német hadifogságból, de többségük csetnik volt, akik Montenegróban maradtak, és a „nemzeti erők” gyűjtőfogalom alá kerültek. Ekkorra, bár formálisan még mindig hűséggel tartozott Jugoszláviának Mihailović révén, némi hűséggel tartozott a németeknek és Nedićnek is, aki elengedte, előléptette és támogatta.
A német 2. páncéloshadsereg az SDK öt ezredét követően három, a 6., a 7. és a 8. számú ezredekbe szervezte Đurišić csapatait. A CDK a 2. páncéloshadsereg főhadiszállásának volt alárendelve. Đurišićot nevezték ki parancsnoknak, hadtestének főhadiszállása Prijepoljében volt. A prijepoljei székhelyű 6. ezrednek Vuksan Cimbaljević százados volt a parancsnoka, és Andrijevica és Berane körzetéből származó csetnikek is voltak benne. A pljevljai központú 7. ezredet Radoman Rajlić százados irányította, és szandzsáki csetnikekből állt. A podgoricai székhelyű 8. ezrednek Miloš Pavićević százados volt a parancsnoka, és podgoricai, danyilovgradi és nikšići csetnikekből állt. A tervek szerint minden ezred két, egyenként 800 fős „hadtestből” állt volna. A CDK létszáma 7000 és 8000 között volt. Heusz hadnagyot, Lukačević egykori német összekötő tisztjét Đurišić felügyeletére bízták. 1944. május 30-án Heusz részletes eligazítást küldött Đurišićnak, amelyben utasította a közös műveletek zökkenőmentes lebonyolítására. Június közepén német beleegyezéssel Đurišić egy csoport munkatársával Podgorica környékére települt át, hogy személyesen irányítsa a CDK 8. ezredének megalakítását. Saját parancsnoksága alatt szervezte újjá a csetnik erőket, és két területi egységre osztotta őket (az egyik Montenegró és a Kotori-öböl, a másik pedig a Stari Ras parancsnoki törzse alá tartozott).
Đurišić csapatai és a németek közötti együttműködés 1944 végén is folytatódott. 1944. július 13-án a Belgrádi Rádió dicsérte Đurišićot „a tengelyhatalmak ügyében tett szolgálataiért”. A CDK 8. ezredét augusztusban a „Rübezahl” hadművelet során a 7. „Budo Tomović” montenegrói ifjúsági dandár kis híján megsemmisítette. A CDK súlyos veszteségeket szenvedett a harcokban, és a németek 1944. szeptember 21-én elrendelték újjáalakítását. Đurišić és csapatai megtorlásokat hajtottak végre a lakosság ellen Pljevljában, Prijepoljében, Pribojban és Nova Varošban. A csetnikek falvakban is portyáztak, hogy megfélemlítsék és felszámolják a partizánszimpatizánsokat, Bjelopavlićiben például 48 kommunistát végeztek ki. Đurišić a Rübezahl hadművelet befejezéséig, 1944 augusztusának végéig Montenegróban maradt, majd visszatért a Szandzsákba. A Rübezahl hadművelet után csökkentették a partizán és német erők jelenlétét Montenegró északi részén és a Szandzsákban, és a hadműveletek fókusza Szerbiára helyeződött. A megmaradt partizán egységek gyorsan visszaállították az uralmat az ideiglenesen elvesztett területek felett, és a német 181. gyaloghadosztály utasította a Pljevlja térségben elszigetelten maradt három zászlóalját, hogy törjék át a partizánok által birtokolt területet, és Mateševonál egyesüljenek a hadosztály többi tagjával. Ez a „Nordsturm” kódnevű terv Đurišić egységeinek jelentős részvételén alapult. Jól illeszkedett Đurišić általános terveibe, hogy a tengerpart felé haladjon, ahol a szövetségesek partraszállását várta. A Nordsturm augusztus 31-én indult. Đurišić és a németek eleinte jól haladtak előre, elfoglalták Kolašint és Beranét, de a városokat gyorsan visszafoglalták a partizánok, akik ellentámadásba lendültek, és elfoglaltak egy sor várost Észak- és Nyugat-Montenegróban, valamint Kelet-Hercegovinában.
Đurišić tartotta a kapcsolatot Lukačevićcsel, aki annak idején saját erőivel kezdte támadni a németeket Hercegovinában. Fontolóra vette annak lehetőségét is, hogy a szövetségesek partraszállására számítva Lukačevićhez csatlakozzon a németek elleni harcban. Mivel azonban Lukačević gyorsan vereséget szenvedett, és nem történt partraszállás, Đurišić továbbra is a németekhez kötődött. A német hírszerzés szorosan nyomon követte Đurišić kommunikációját és mozgását, a német parancsnokságok pedig továbbra is igénybe vették erőit. A németek a rendelkezésre álló erők 1944. november 16-i felmérése során Đurišić csetnikjeit az E hadseregcsoporthoz sorolták. A felmérésben a montenegrói német erőket, beleértve Đurišić 10 000 csetnikét is, akkoriban 47 000 katonára becsülték. 1944. október 21-én a partizánok ötnapos csata után elfoglalták a grahovoi helyőrséget. November 6-án a partizánok körülvették Cetinjét, amelyet a németek, megmaradt olasz fasiszta feketeingesek és mintegy 600 csetnik védtek. November 8-án a cetinjei németeket és csetnikeket Đurišić vezetésével, 800–1000 fős csetnikből álló alakulattal erősítették meg, amelynek végül sikerült áttörnie a partizán blokádot.
1944. október 11-én von Weichs javaslatára Wilhelm Keiper, a montenegrói német meghatalmazott tábornok a Führer és a Német Főparancsnokság nevében a partizánok elleni harcért 2. osztályú Vaskereszttel tüntette ki Đurišićot.

### Visszavonulás és halál
November 14-én a német XXI. hegyi hadtest támadást indított Podgoricából Nikšić irányába azzal a céllal, hogy felszabadítson egy folyosót, amelyen keresztül a montenegrói német erők visszavonulhatnak a birodalom felé. Ezzel a feladattal a 181. gyaloghadosztály tüzérséggel megerősített 363. gránátosezredét bízták meg, akiket két egyesített német harccsoport és az olasz 86. Nemzeti Köztársasági Gárda (GNR) zászlóalj (korábban a 86. feketeinges CCNN zászlóalj) támogatott. Đurišić 1200 csetnikjét a támadás szélén helyezték el. A fő partizán alakulat, amely ezzel a támadással szemben állt, a 6. montenegrói dandár volt, amelyet a 2. hadtest tüzércsoportja és a brit Royal Artillery 111. tábori tüzérezredének 211. (East Lancashire) ütege támogatott, mely október végén szállt partra Dubrovniknál, hogy 25 fontos fegyvereivel támogassa a partizánokat. A tizenkét napon át tartó heves harcok jelentős veszteségekkel jártak, de a németek miközben elveszítették Bokot, nem haladtak előre. November 25-én a németek úgy döntöttek, hogy felhagynak ezzel a támadási vonallal, és megtámadják Kolašint. A Đurišić parancsnoksága alatt álló csetnikek a németek mellett folytatták a harcot. Kolašin elérése után Đurišić csapata elvált a németektől, és Pljevlját megkerülve, a németektől nyugatra vonulva, Bosznia felé vette az irányt. A kitörés és az azt követő kivonulás során mind a németek, mind a csetnikek gyakori támadásoknak voltak kitéve a szövetségesek részéről. Német dokumentumok szerint Đurišić csapatai a Montenegróból való kivonulásuk során erőszakkal férfiakat toboroztak, nőket vertek és falvakat raboltak ki.
Đurišić csapatai Bosznia északkeleti részébe vonultak, hogy csatlakozzanak Mihailovićhoz. Đurišić Albánián keresztül szeretett volna visszavonulni Görögországba, de Mihailović azt mondta neki, hogy készüljön fel a szövetségesek partraszállására, a király visszatérésére és a nemzeti kormány felállítására. Miután Đurišić Északkelet-Boszniában csatlakozott Mihailovićhoz, bírálta Mihailović vezetését, és határozottan amellett érvelt, hogy a megmaradt csetnik csapatok Szlovéniába vonuljanak. Mihailovićot nem sikerült meggyőzni, ezért Đurišić úgy döntött, hogy Mihailovićtól függetlenül Szlovéniába vonul, és megszervezte, hogy Ljotić már ott lévő erői, hogy segítsék mozgását, a nyugat-boszniai Bihács közelében találkozzanak vele. Amikor elhagyta Mihailovićot, csatlakozott hozzá Dragiša Vasić csetnik ideológus, a Zaharije Ostojić és Petar Baćović által irányított különítmények, valamint körülbelül 10 000 menekült. Ez az erő a csetnik 8. montenegrói hadsereggé alakult, amely az 1., 5., 8. és 9. (hercegovinai) hadosztályokból állt.
Bihács elérése érdekében Đurišić biztonsági megállapodást kötött a Független Horvát Állam (NDH) Fegyveres Erőivel és Drljević montenegrói szakadár parancsnokkal. A megállapodás részletei nem ismertek, de a történészek úgy gondolják, hogy csapataival a Száva folyón akartak átkelni Szlavóniába, ahol csatlakoztak volna a Drljević vezette montenegrói nemzeti hadsereghez, amelynek Đurišić volt a hadműveleti parancsnoka. Đurišić nyilvánvalóan megpróbált túljárni az usztasák eszén, egészséges csapatait a folyótól délre tartva csak beteg és sebesült csapatait küldte át a folyón, parancsnoki törzsét pedig nyugat felé kezdte mozgatni. Az NDH csapatai és a partizánok által folyamatosan zaklatva Đurišić csapatai március végén Banja Lukától északra elérték a Vrbas (Orbász) folyót. A Lijevče-mezei csatában március 30. és április 8. között az egyesített csetnik haderő végül vereséget szenvedett a németek által szállított harckocsikkal is felfegyverzett erős NDH seregtől. Az előző két év vonatkozásában valószínűleg ez volt a legnagyobb összecsapás az NDH erői és a csetnikek között.
E vereség és egyik alegységének Drljevićhez való átállása után Đurišić kénytelen volt közvetlenül tárgyalni az NDH erők vezetőivel csetnikeinek Szlovénia felé történő további mozgásáról. Úgy tűnik, hogy ez csapda volt, hiszen a tárgyalásra menet az usztasák megtámadták és elfogták a teljes csetnik vezérkart. Az elfogása utáni események máig sem tisztázottak, de Đurišićot, Vasićot, Ostojićot és Baćovićot később másokkal együtt, köztük néhány szerb ortodox pappal együtt megölték. Pajović szerint az usztasák 1945 áprilisának végén a jasenovaci koncentrációs táborban végezték ki Đurišićot. A Jasenovaci Emlékhely honlapján az áll, hogy Đurišićot a táborban ölték meg az usztasák 1945-ben. Đurišić sírjának helye (ha van), ismeretlen.
Az NDH erőinek és Drljevićnek is megvoltak az okai Đurišić csapdába ejtésére. Az NDH erőit Đurišić szandzsáki és délkelet-boszniai muszlim lakosság elleni terrortámadásai motiválták, Drljević pedig ellenezte, hogy Đurišić támogatta Szerbia és Montenegró unióját, ami ellentétes volt Drljević szeparatizmusával.

## Epilógus
A vereség és vezetőik elvesztése után Đurišić csapatainak egy része megszökött és nyugatra menekült. Néhányukat, akik a tervezett visszavonulási útvonaluktól délre voltak Szlovéniában a partizán erők ölték meg. A vezető nélkül maradt többséget bevették Drljević montenegrói nemzeti hadseregébe, és az osztrák határ felé vonultak vissza. Mindkét csoport egy részét később a partizánok Szlovéniában elfogták. Đurišić csetnikjei közül mintegy ezer fő átment Ausztriába, de kénytelenek voltak visszatérni Jugoszláviába, ahol néhányukat a jugoszláv–osztrák határ közelében a partizánok meggyilkolták. Legtöbbjüket Dél-Szlovéniába vitték, ahol megölték őket, holttestüket pedig a Kočevski Rog területén mély szakadékokba dobták.
Tomasevich szerint a montenegrói csetnikeknek a partizánok általi Kočevski Rognál történt meggyilkolása „tömegterror és brutális politikai cselekedet” volt, hasonló ahhoz, amit a csetnikek a háború elején végrehajtottak. Ez részben bosszú volt a csetnikek által a partizánok és baloldali emberek ellen végrehajtott tömegmészárlás miatt, részben pedig azért, hogy megakadályozzák a csetnikeket, esetleg nyugati segítséggel, a kommunisták elleni fegyveres harc folytatásában. A montenegrói Đurišić és más csetnikek, akik csatlakoztak hozzá az északi és nyugati visszavonulás során kevesebb, mint negyede maradt életben. Néhány héttel később Drljevićet, aki Ausztriába menekült, Đurišić követői felismerték, és megölték. Đurišić volt az egyik legtehetségesebb jugoszláv csetnik vezető, harci képességeit szövetségesei és ellenfelei is tisztelték.

## Emlékezete
Az egyesült államokbeli szerb diaszpóra az illinoisi Libertyville szerb temetőjében emlékművet állított Đurišićnak. A belgrádi Crvena zvezda futballklub vezetősége és játékosai 2010. május 23-án ezt meg is látogatták.

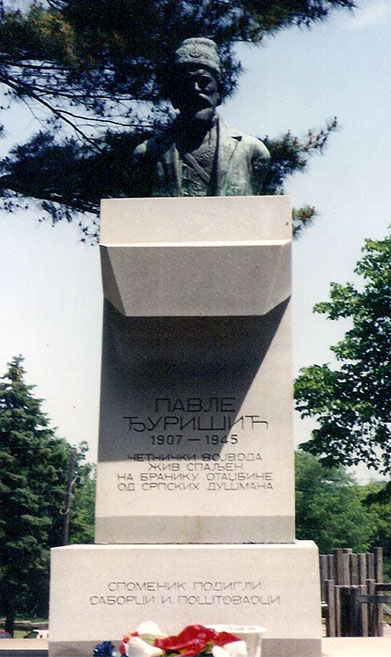
Đurišić emlékműve az illinoisi Libertyville szerb temetőjében.

2002 májusában elkészítették a Berane közelében elhelyezendő „montenegrói Ravna Gora” emlékműegyüttes terveit. A komplexumot Đurišićnak szentelték volna, aki ifjúkorának egy részét Beranéban töltötte, és ott hozta létre háborús főhadiszállását. 2003 júniusában a montenegrói kulturális miniszter, Vesna Kilibarda megtiltotta az emlékmű építését, mondván, hogy a kulturális minisztériumhoz nem adtak be kérelmet az emlékmű felállítására. A Nemzeti Felszabadító Hadsereg Háborús Veteránjainak Szövetsége (SUBNOR) is kifogásolta az emlékmű építését mondván hogy, Đurišić háborús bűnös volt, aki a veteránszövetség számos tagjának és 7000 muszlim haláláért volt felelős.
A Montenegrói Muzulmán Szövetség szintén elítélte az építkezést kijelentve, hogy „ez kísérlet Đurišić rehabilitációjára, mely nagy sértés az ártatlan áldozatok gyermekei és a montenegrói muzulmán nép számára”. 2002. július 4-én a montenegrói kormány megtiltotta az emlékmű leleplezését kijelentve, hogy az „a közvélemény aggodalmát váltotta ki, megosztottságot szított Montenegró polgárai között, valamint nemzeti, vallási gyűlöletet és intoleranciát szított”. Az emlékmű megépítéséért felelős bizottság sajtóközleménye szerint a kormány intézkedései „teljesen törvényellenesek és nem megfelelőek”. Július 7-én a rendőrség eltávolíttatta az emlékműhöz előkészített állványzatot.
2011-ben a montenegrói szerb politikai párt, az Új Szerb Demokrácia (NOVA) megújította erőfeszítéseit egy emlékmű felépítésére. Kijelentették, hogy Đurišić és más jugoszláv királyi tisztek „a július 13-i felkelés vezetői” voltak, és „Péter király és a Jugoszláv Királyság kormánya szolgálatában folytatták az ország felszabadításáért folytatott küzdelmet”.

### Könyvek
- Barić, Nikica. Relations between the Chetniks and the Authorities of the Independent State of Croatia, 1942–1945, Serbia and the Serbs in World War Two. London, United Kingdom: Palgrave Macmillan, 175–200. o. (2011). ISBN 978-0-230-27830-1
- Kolašinski četnički zatvor, 1942–1943: Zbornik radova sa naučnog skupa održanog u Kolašinu 14. i 15. maja 1984 (szerbhorvát nyelven). Titograd, Yugoslavia: Historical Institute of Montenegro (1987). OCLC 605992247
- L'occupazione italiana della Iugoslavia, 1941–1943 (olasz nyelven). Florence, Italy: Le Lettere (2008). ISBN 978-88-6087-113-8
- Cohen, Philip J.. Serbia's Secret War: Propaganda and the Deceit of History. College Station, Texas: Texas A&M University Press (1996). ISBN 978-0-89096-760-7
- Cohen, Philip J.. The World War II and Contemporary Chetniks: Their Historico-Political Continuity and Implications for Stability in the Balkans. Zagreb, Croatia: CERES (1997). ISBN 978-953-6108-44-2
- Dimitrijević, Bojan B.. Vojska Nedićeve Srbije: Oružane snage srpske vlade, 1941–1945 (szerb nyelven). Belgrade, Serbia: Službeni Glasnik (2014). ISBN 978-86-519-1811-0
- Dimitrijević, Bojan. Golgota Četnika [Golgotha of Chetniks] (szerb nyelven). Vukotić Media doo (2019). ISBN 978-86-89613-99-5
- Đilas, Milovan. Wartime, Translated by Michael B. Petrovich, New York, New York: Houghton Mifflin Harcourt (1980). ISBN 978-0-15-694712-1
- Đurišić, Mitar. Sedma Crnogorska Omladinska Brigada "Budo Tomović" (szerb nyelven). Belgrade, Yugoslavia: Vojnoizdavački zavod (1973). OCLC 22103728
- Đurišić, Mitar. Primorska operativna grupa (szerb nyelven). Belgrade, Serbia and Montenegro: Vojnoistorijski institut (1997). OCLC 40762457
- Fleming, Thomas. Montenegro: The Divided Land. Rockford, Illinois: Chronicles Press (2002). ISBN 978-0-9619364-9-5
- Unter unseren Augen: Ethnische Reinheit: die Politik des Regime Milosevic und die Rolle des Westens (német nyelven). Berlin, Germany: Verlag Hans Schiler (1999). ISBN 978-3-86093-219-3
- Hoare, Marko Attila. Genocide and Resistance in Hitler's Bosnia: The Partisans and the Chetniks 1941–1943. New York, New York: Oxford University Press (2006). ISBN 978-0-19-726380-8
- Judah, Tim. The Serbs: History, Myth and the Destruction of Yugoslavia. New Haven, Connecticut: Yale University Press (2000). ISBN 978-0-300-08507-5
- Karchmar, Lucien. Draža Mihailović and the Rise of the Četnik Movement, 1941–1945. New York, New York: Garland Publishing (1987). ISBN 978-0-8240-8027-3
- Ličina, Đorđe. Tragom plave lisice (horvát nyelven). Zagreb, Yugoslavia: Centar za Informacije i Publicitet (1977). OCLC 6844262
- Maclean, Fitzroy. Disputed Barricade: The Life and Times of Josip Broz-Tito, Marshal of Jugoslavia. London, United Kingdom: Jonathan Cape (1957). OCLC 328091
- Malcolm, Noel. Bosnia: A Short History. New York, New York: New York University Press (1994). ISBN 978-0-8147-5520-4
- Milazzo, Matteo J.. The Chetnik Movement & the Yugoslav Resistance. Baltimore, Maryland: Johns Hopkins University Press (1975). ISBN 978-0-8018-1589-8
- Military Intelligence Division, War Department. A Chronology, World War II (NOV 1944). Washington, D.C.: Military Intelligence Division, War Department (1944)
- Minić, Miloš. Oslobodilački ili građanski rat u Jugoslaviji, 1941–1945 (szerb nyelven). Novi Sad, Serbia and Montenegro: Agencija "Mir" (1993). ISBN 978-86-82295-01-3
- Mojzes, Paul. Balkan Genocides: Holocaust and Ethnic Cleansing in the 20th Century. Plymouth, United Kingdom: Rowman and Littlefield Publishers (2011). ISBN 978-1-4422-0663-2
- Morrison, Kenneth. Montenegro: A Modern History. London, United Kingdom: I.B. Tauris (2009). ISBN 978-1-84511-710-8
- Pajović, Radoje. Kontrarevolucija u Crnoj Gori: Četnički i federalistički pokret, 1941–1945 (szerbhorvát nyelven). Cetinje, Yugoslavia: Obod (1977). OCLC 5351995
- Pajović, Radoje. Pavle Đurišić (szerbhorvát nyelven). Zagreb, Yugoslavia: Centar za informacije i publicitet (1987). ISBN 978-86-7125-006-1
- Pavlowitch, Stevan K.. Hitler's New Disorder: The Second World War in Yugoslavia. New York, New York: Columbia University Press (2007). ISBN 978-1-85065-895-5
- Ramet, Sabrina P.. The Three Yugoslavias: State-Building and Legitimation, 1918–2005. Bloomington, Indiana: Indiana University Press (2006). ISBN 978-0-253-34656-8
- Roberts, Walter R.. Tito, Mihailović and the Allies: 1941–1945. New Brunswick, New Jersey: Duke University Press (1987). ISBN 978-0-8223-0773-0
- Schmider, Klaus. Partisanenkrieg in Jugoslawien, 1941–1944 (német nyelven). Hamburg, Germany: Verlag E.S. Mittler & Sohn GmbH (2002). ISBN 978-3-8132-0794-1
- Axis Forces in Yugoslavia 1941–45. New York, New York: Osprey Publishing (1995). ISBN 978-1-85532-473-2
- Tomasevich, Jozo. War and Revolution in Yugoslavia, 1941–1945: The Chetniks. Stanford, California: Stanford University Press (1975). ISBN 978-0-8047-0857-9
- Tomasevich, Jozo. War and Revolution in Yugoslavia, 1941–1945: Occupation and Collaboration. Stanford, California: Stanford University Press (2001). ISBN 978-0-8047-3615-2
- Vojnoistorijski institut. Zbornik dokumenata i podataka o narodnooslobodilačkom ratu jugoslovenskih naroda. Belgrade, Yugoslavia: Vojnoistorijski institut (1956). OCLC 21539169

### Folyóiratok
- Royal Air Force (1944. október 1.). „The Balkan Theatre: Greece and Yugoslavia”. RAF Mediterranean Review, Egypt (9), 55–82. o, Kiadó: Headquarters Mediterranean Allied Air Forces. (Hozzáférés: 2014. július 4.)
- Terzić, Milan (2004). „Falsifikat ili ne? Instrukcija Draže Mihailovića od 20. decembra 1941. Đorđu Lašiću i Pavlu Đurišiću” (szerb nyelven). Vojno-istorijski glasnik 2004 (1–2), 209–214. o, Kiadó: Vojnoistorijski institut vojske SCG. ISSN 0042-8442. (Hozzáférés: 2014. június 25.)

### Weboldalak
- „Ministarka kulture zabranila podizanje spomenika Đurišiću”, B92 , 2003. június 11. (szerbhorvát nyelvű)
- „Zabranjen skup za otkrivanje spomenika Đurišiću”, B92 , 2003. július 4. (szerbhorvát nyelvű)
- „Policija srušila postolje za spomenik Đurišiću”, B92 , 2003. július 7. (szerbhorvát nyelvű)
- „Montenegro: Muslims condemn plan to unveil monument to WWII warlord”, BBC, 2003. június 20.
- „Montenegrin police destroy base for monument to controversial WWII leader”, BBC, 2003. július 7.
- Gudžević, Sinan. „Na kapi zvezda, u glavi kokarda”, e-Novine , 2010. június 18.. [2011. július 10-i dátummal az eredetiből archiválva] (Hozzáférés: 2022. augusztus 23.) (szerbhorvát nyelvű)
- Jasenovac Memorial Site: List of Individual Victims of Jasenovac Concentration Camp. Jasenovac Memorial Site, 2014. (Hozzáférés: 2014. június 24.)
- Prijović, Zvonko. „Crnogorska Ravna gora”, Glas javnosti , 2002. május 7.. [2014. január 16-i dátummal az eredetiből archiválva] (Hozzáférés: 2022. augusztus 23.) (szerbhorvát nyelvű)
- Prijović, Zvonko. „Neće biti obeležja Pavlu Đurišiću”, Glas javnosti , 2003. június 13.. [2012. október 12-i dátummal az eredetiből archiválva] (Hozzáférés: 2022. augusztus 23.) (szerbhorvát nyelvű)
- Sekulović, Milutin. „Partizanski komandant, pa – vojvoda”, Večernje novosti , 2003. június 10. (szerbhorvát nyelvű)
- „NOVA predlaže da država podigne spomenik Pavlu Đurišiću”, Vijesti , 2011. augusztus 13.. [2012. június 9-i dátummal az eredetiből archiválva] (Hozzáférés: 2012. szeptember 2.) (szerbhorvát nyelvű)

## Fordítás
Ez a szócikk részben vagy egészben  a   Pavle Đurišić című angol Wikipédia-szócikk ezen változatának fordításán alapul.  Az eredeti cikk szerkesztőit annak laptörténete sorolja fel. Ez a jelzés csupán a megfogalmazás eredetét és a szerzői jogokat jelzi, nem szolgál a cikkben szereplő információk forrásmegjelöléseként.